# Filarete
Antonio di Pietro Aver(u)lino (italijanski izgovor: [anˈtɔːnjo di ˈpjɛːtro aver (u) ˈliːno]; ok. 1400 - okoli 1469), znan kot Filarete (italijansko [filaˈrɛːte]; iz starogrščine φιλάρετος, kar pomeni "ljubitelj odličnosti"), je bil florentinski renesančni arhitekt, kipar, medaljer in arhitekturni teoretik. Morda se ga najbolj spominja po zasnovi idealnega mesta Sforzinda, prvega idealnega mestnega načrta renesanse.

## Življenjepis
Antonio di Pietro Averlino se je rodil ok. 1400 v Firencah, kjer se je verjetno izučil za obrtnika. Viri kažejo, da je v Firencah delal pri italijanskem slikarju, arhitektu in biografu Lorenzu Ghibertiju, ki mu je dal bolj znano ime Filarete, kar pomeni 'ljubitelj odličnosti'. Svojo prvo nalogo kot kipar je prejel od papeža Evgena IV., za katerega je zgradil bronasti portal za staro baziliko sv. Petra, ki je bil pozneje integriran v novo stavbo bazilike sv. Petra kot glavni portal. Sredi 15. stoletja je bil Filarete izgnan iz Rima, potem ko je bil obtožen, da je poskušal ukrasti glavo Janeza Krstnika in se je preselil v Benetke in nato na koncu v Milano. Tam je postal vojvodov inženir in naslednjih petnajst let delal na različnih arhitekturnih projektih. Po biografu Vasariju je Filarete umrl v Rimu ok. 1469.

## Dela

### Bronasta vrata stare bazilike sv. Petra
Naročilo, ki ga je odobril papež Evgen IV., je pomenilo, da je Filarete v dvanajstih letih odlil bronasta osrednja vrata za staro baziliko sv. Petra v Rimu, ki so bila dokončana leta 1445. Čeprav so nastala v času renesanse, imajo vrata izrazit bizantinski vpliv in se zdijo vezana na srednjeveško dobo. Nekateri kritiki so ugotovili, da vrata ponujajo vpogled v misli Filareteja in trdijo, da kažejo njegov »um srednjeveške kompleksnosti, poln vznemirljivega, a ne povsem asimiliranega klasičnega učenja«.

### Arhitekturna dela
V Milanu je Filarete zgradil Ospedale Maggiore (ok. 1456), katerega celotna oblika je bila racionalno načrtovana kot križ v kvadratu, v središču tlorisa pa je bila bolnišnična cerkev. Nekateri ohranjeni odseki močno prenovljene strukture prikazujejo gotske podrobnosti milanskih obrtniških tradicij quattrocento, ki so v nasprotju s Filaretejevo zasnovo all'antica ali 'po antiki'. Filarete je delal tudi na gradu Castello Sforzesco ter na Milanski stolnici..

### Filaretova razprava o arhitekturi in idealnem mestu Sforzinda
Main article: Trattato di architettura
Svojo obsežno knjigo o arhitekturi je Filarete dokončal nekje okoli leta 1464, in jo  imenoval Libro architettonico (Arhitekturna knjiga). Niti on niti njegovi neposredni sodobniki jo nikoli niso imenovali Trattato (razprava), čeprav se danes običajno tako imenuje. Knjiga Libro architettonico, ki obsega petindvajset zvezkov, je v času renesanse uživala v precej široki nakladi v rokopisni obliki. Najbolj znana in najbolje ohranjena kopija je bogato ilustriran rokopis, znan kot Codex Magliabechiano (verjetno napisan okoli leta 1465; zdaj je shranjen v arhivu Biblioteca Nazionale Centrale di Firenze.). Dejstvo, da je Codex Magliabechiano posvečen Pieru de' Medici in je bil ohranjen v Firencah, nakazuje, da so Filareteja kljub zvestobi Milanu v domačih Firencah dobro cenili.
Knjiga, ki je napisana kot izmišljena pripoved, je sestavljena predvsem iz podrobnega prikaza tehničnih vidikov arhitekture (npr. izbira mesta in materiala, risbe, metode gradnje itd.) in trajne polemike proti gotskemu slogu severa Italija, ki jo Filarete imenuje »barbarski moderni slog«. Namesto tega Filarete zagovarja uporabo klasičnih rimskih modelov. Najbolj znan del njegove knjige je njegov načrt za Sforzindo, idealno mesto po imenu Francesca Sforze, takrat vojvode Milana. Čeprav Sforzinda ni bila nikoli zgrajena, so nekateri vidiki njene zasnove precej podrobno opisani.
Osnovna postavitev mesta je osemkraka zvezda, nastala s prekrivanjem dveh kvadratov, tako da so bili vsi vogali enako oddaljeni. Ta oblika je nato vpisana v popoln krog. Ta oblika je ikonografska in je verjetno povezana s Filaretinim zanimanjem za magijo in astrologijo. V skladu s predstavami quattrocenta ali 15. stoletja v zvezi s talismansko močjo geometrije in ključnim pomenom astrologije Filarete poleg pragmatičnih nasvetov o materialih, gradnji in utrdbah daje opombe, kako pospešiti nebesno harmonijo v Sforzindi. Njegove arhitekturne risbe in še bolj njegove alegorične risbe, ki jih najdemo na robu Codexa Magliabechianusa - na primer Alegorija Vertue in Alegorija razuma in volje - Filarete kaže izjemno posest v klasične vire, ki so morda znani tudi po nasvetu njegovega prijatelja Francesca Filelfo da Tolentina, glavnega humanista takrat na milanskem dvoru.
Kar zadeva načrtovanje, je imela vsaka zunanja točka zvezde stolpe, notranji koti pa vrata. Vsaka od vrat so bila izhod radialnih poti, ki so vsaka potekala skozi tržnico na trgu, namenjenem določenemu blagu. Vse poti so se končno zbrale na velikem trgu, ki je bil v središču. Mesto je vsebovalo tri trge - enega za knežjo palačo, enega za stolnico in enega za trg. Ker je renesansa zelo prevzela zamisel o kanalskem mestu, je imela v Filaretejevi Sforzindi vsaka druga ulica kanal za prevoz tovora. Kanalski sistem je bil povezan tudi z reko in s tem z zunanjim svetom za uvoz in izvoz blaga. Mesto je vsebovalo tudi številne stavbe, vključno z župnijami in ločenimi šolami za dečke in deklice. Primer stavbe, ki se pojavlja v razpravi, je Filaretina hiša Pregrehe in Kreposti, desetnadstropna zgradba z bordelom na dnu in akademijo učenja na višjih ravneh. Filarete je veliko preučeval predstavitve pregrehe in kreposti in obstajajo predlogi, da je njegovo radialno zasnovo mesta navdihnilo Zemeljsko mesto svetega Avguština, katerega krožna oblika je bila razdeljena na odseke, od katerih je vsak imel svojo pregreho in krepost.
Zasnova Sforzinde je bila morda deloma neposreden odziv na italijanska mesta v srednjem veku, katerih rast ni bila nujno odvisna od mestnega načrtovanja kot takega, kar je pomenilo, da bi jih bilo težko krmariti. Delno je lahko renesančno humanistično zanimanje za klasična besedila spodbudilo preobremenjenost z geometrijo v postavitvah mest, na primer v Platonovem opisu Atlantide. Filaretin idealni načrt naj bi razmišljal o družbi - kjer bi bila popolna mestna oblika podoba popolne družbe, ideja, značilna za humanistične poglede, ki so prevladovali v času visoke renesanse. Renesančno idealno mesto je pomenilo centralizirano oblast princa v svoji organizaciji, idejo, ki je tesno sledila Danteju, da je »človeška rasa v najboljšem položaju pod monarhom«. Tako bi lahko trdili, da je renesančni ideal mestne oblike bil napet med zaznano potrebo po centralizirani oblasti in potencialno resničnostjo tiranije.

## Vpliv na arhitekturo in urbanizem
Filaretov načrt Sforzinda je bil prvi idealni mestni načrt renesanse in njegova temeljita organizacija njegove postavitve je poosebljala večjo raven zavestnega načrtovanja mesta kot kdorkoli pred njim. Kljub številnim sklicevanjem na srednjeveško simboliko, vključeno v Sforzindino zasnovo, so mestna načela postala arhetip za humanistično mesto v času visoke renesanse. Razprava je pridobila zanimanje številnih pomembnih voditeljev, kot sta Giangaleazzo Sforza in Piero de' Medici, kasneje pa, ko sta Francesco di Giorgio Martini in Leonardo da Vinci začela načrtovati svoja idealna mesta, sta si ideje sposodila pri Filareteju.
Čeprav Sforzinda ni bila nikoli zgrajena, je služila kot navdih za številne prihodnje mestne načrte. Na primer, v 16. stoletju so renesančni vojaški inženirji in arhitekti združili idealne mestne sheme Filarete z obrambnimi utrdbami, ki izhajajo iz bolj družbenopolitičnega programa. Ta pojem združevanja ideala in utrjenega mesta se je široko razširil po vsej Evropi in širše.